# Embidobia omkara
Embidobia omkara (лат.) — вид наездников рода Embidobia из семейства сцелиониды (Scelioninae, или Platygastridae, по другим классификациям).

## Этимология
Вид E. omkara назван в честь Омкары, индуистского бога священного призывного звука «ом», звукового представления всего божественного.

## Распространение
Южная Азия: Индия.

## Описание
Мелкие перепончатокрылые насекомые. Длина компактного тела около 1 мм. Голова и мезосома коричнево-чёрные; тергит T1 коричнево-жёлтый; остальные тергиты коричневые с редкими чёрными пятнами сублатерально и латерально; усики частично (радикль, A1—A7) жёлто-коричневые, остальные антенномеры чёрно-коричневые; ноги жёлто-коричневые. Embidobia omkara близок к Embidobia hrdaya, но отличается от него более длинной метасомой и мезоскутеллумом, простирающимся до заднего края метаскутеллума; в то время как у последнего вида метасома отчётливо короткая, а мезоскутеллум простирается за задний край метаскутеллума. Усики самок 11-члениковые с 4 сегментной булавой (у самцов усики состоят из 12 сегментов). Глаза крупные с густыми волосками. Метасома с хорошо развитым субмаргинальным гребнем. Нижнечелюстные щупики 4-члениковые, нижнегубные — состоят из 2 сегментов. Предположительно, как и близкие виды, паразитоиды яиц эмбий.